# نشریات ال‌جی‌بی‌تی
نشریات دگرباشان، نشریاتی هستند که برای مخاطبان هم‌جنس‌گرا، دوجنس‌گرا و تراجنسی نوشته می‌شوند و به موضوعات پیرامون دگرباشان جنسی می‌پردازند. اولین مجلهٔ هم‌جنسگرایان مرد در ایالات متحده با نام مجلهٔ وان (به انگلیسی: One magazine) در سال ۱۹۵۳ منتشر شد.

## نشریات فارسی زبان
- هومان

هومان اولین نشریهٔ هم‌جنسگرایان به زبان فارسی است که برای هم‌جنسگرایان ایرانی توسط گروه هومان منتشر شد. گروه هومان توسط ۱۲ نفر از مردان و زنان هم‌جنس‌گرا در شهر استکهلم، با هدف دفاع از حقوق هم‌جنس‌گرایان ایرانی شکل گرفت و اولین شمارهٔ مجلهٔ خود را در آذرماه‌ماه ۱۳۶۹ منتشر کرد. انتشار این مجله پس از ۱۸ شماره توقف یافت.
- ماها

این نشریه به صورت الکترونیک از آذرماه ۱۳۸۳ شروع به انتشار یافت. انتشار آن در شهریور ۱۳۸۵ پس از بیست و یک شماره پایان یافت.
- چراغ

اولین شمارهٔ این مجله در فروردین ماه ۱۳۸۴ منتشر گردید.
- دلکده

اولین شمارهٔ آن در دیماه ۱۳۸۴ منشر شد. دلکده در دیماه ۱۳۸۵ به کار خود پایان داد.
- رنگین‌کمان

اولین شمارهٔ آن در دیماه ۱۳۸۵ انتشار یافت.
- همجنس من

محتوای مطالب این نشریه عموماً در خصوص هم‌جنسگرایان زن و مسائل مربوط به آنان بود.
- ندا

نام این مجله سرواژهٔ نشریهٔ دگرباشان ایرانی می‌باشد و انتشار آن در دی‌ماه ۱۳۸۷ آغاز شد که تاکنون ادامه دارد. مدیر مسئول آن آرشام پارسی، از بنیان‌گذاران سازمان دگرباشان جنسی ایرانی است.
- مطالعات جنسیت

جدیدترین نشریه حوزه جنسیت و اقلیت‌های جنسی، فصلنامه علمی- اجتماعی «مطالعات جنسیت» است. شماره اول آن با عنوان «ویژه پدیدارشناسی و هرمنوتیک جنسیت» انتشار یافت.